# Griffinova ekvivalence
Griffinova ekvivalence je čtvrtý díl druhé řady amerického televizního seriálu Teorie velkého třesku. V této epizodě hostují Charlie Sheen, Mark Harelik, Brian George a Alice Amter. Režisérem epizody je Mark Cendrowski.

## Děj
Raj zjistí, že byl v časopisu People zařazen do žebříčku 30 nejlepších vizionářů pod 30 let za jeho astronomický objev. Celá partička mu tento úspěch zprvu závidí, Leonard pak ale usoudí, že by z toho měli naopak mít radost. Raj je ale najednou brán jako hvězda univerzity, byl mu dokonce přidělen asistent a začne se chovat arogantně, což přiměje jeho kamarády jej ignorovat. Protože je na své přátele naštvaný, vezme na party časopisu People s sebou Penny. Po návratu domů opilý Raj volá svým rodičům (Alice Amter a Brian George) a představí jim Penny jako svou přítelkyni. Jim se zprvu nelíbí, že to není Indka, na druhou stranu otci se líbí její ráznost. Penny ovšem namítne, že není jeho přítelkyně a odchází. Následujícího rána se ponížený Raj Penny omlouvá.

## Obsazení
| Johnny Galecki | Leonard Hofstadter    |
| Jim Parsons    | Sheldon Cooper        |
| Kaley Cuoco    | Penny                 |
| Simon Helberg  | Howard Wolowitz       |
| Kunal Nayyar   | Raj Koothrappali      |
| Charlie Sheen  | sám sebe              |
| Mark Harelik   | Dr. Gablehauser       |
| Brian George   | Dr. V.M. Koothrappali |
| Alice Amter    | paní Koothrappali     |